# Christer (radioprogram)
Christer var ett radioprogram i Sveriges Radio P3 som sändes från Göteborg mellan 7 januari 2003 och 31 december 2013. Programledare var Christer Lundberg och Morgan Larsson. Återkommande programpunkter var bland annat "Relationsrådet" med Matilda Sjöberg, krönikor med Rebecca Vinterbarn Dyvling, "Apropå Det", "Fredagsflörten", "Sanning eller Bullshit" och "Moraltestet".
I januari 2012 började programmet att sändas sju dagar i veckan. Två nya programledare; Hanna Andersson och Robert Larsson tillkom också. I januari året därpå, 2013, övertogs sändningstiden på lördagsmorgnarna av Morgonpasset och Christer sändes därefter sex dagar i veckan.
I juni 2013 slutade Robert Larsson som programledare. Under sommaren gick även Morgan Larsson och Christer Lundberg på semester och flera gästprogramledare turades om att leda programmet i deras frånvaro, bland andra Matilda Sjöberg, Edvin Edvinsson, Musse Hasselvall och Rasmus Persson. Efter sommarupplagan av programmet återkom Christer Lundberg och Morgan Larsson, och Rasmus Persson tillkom som ordinarie programledare för att ersätta Robert Larsson. 
Den 1 oktober 2013 meddelade Christer Lundberg och Morgan Larsson att Christer skulle läggas ner vid årsskiftet 2013-2014. Under 2014 började Christer och Morgan sända sitt nya radioprogram Christer och Morgan rapporterar.